# Пузиков, Сергей Тимофеевич
Серге́й Тимофе́евич Пу́зиков (1916—1962) — советский партийный и государственный деятель, первый секретарь Липецкого областного комитета КПСС (1960—1962).

## Биография
С. Т. Пузиков родился 15 мая 1916 года на хуторе Пришиб Области Войска Донского (ныне Морозовского района Ростовской области. После окончания в 1935 Каменского педагогического училища работал в Ростовской области учителем, заместителем редактора и редактором районной газеты «Морозовский большевик». Член ВКП(б) с 1939 года.
В 1944 году переведён на партийную и советскую работу: в 1944—1949 — секретарь Зимовниковского и первый секретарь Александровского райкома ВКП(б), в 1949—1950 годах — первый секретарь Азовского райкома ВКП(б), в 1950—1954 годах — начальник отдела Ростовского обкома ВКП(б) — КПСС, в 1954—1960 годах — второй секретарь Ростовского обкома КПСС, в 1960 году — председатель Ростовского облисполкома.
В ноябре 1960 года направлен на работу в Липецкую область и избран первым секретарём Липецкого областного комитета КПСС, проработав на этой должности (фактически высшей в области) до своей скоропостижной смерти 18 октября 1962 года.
31 октября 1961 года С. Т. Пузиков был избран кандидатом в члены ЦК КПСС.
Был похоронен на Евдокиевском кладбище Липецка.

## Награды
- Орден Трудового Красного Знамени